# Justizvollzugsanstalt Traunstein

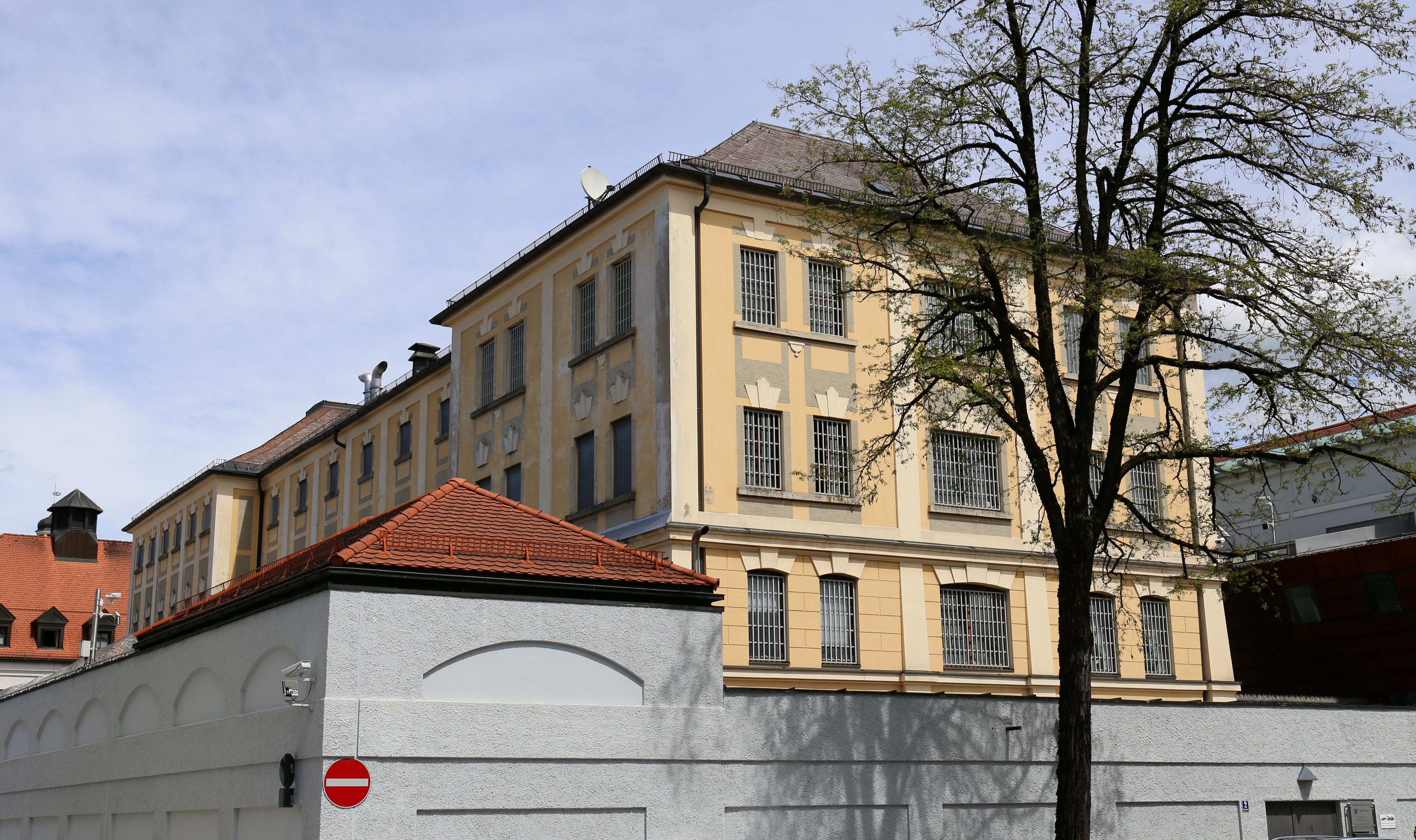
JVA in der Rosenheimer Str. 2 in Traunstein

Die Justizvollzugsanstalt Traunstein liegt in der Stadt Traunstein in Oberbayern. Sie ist eine Zweigstelle der Justizvollzugsanstalt Bernau.

## Geschichte
Der Bau der Justizvollzugsanstalt Traunstein erfolgte in den Jahren 1857 bis 1858, nachdem die seit dem 17. Jahrhundert bestehende „Bezirksfronfeste“ im Zusammenhang mit einem Stadtbrand aufgelassen werden musste. In den Jahren 1900 bis 1902 wurde der nördliche Einzelzellenteil angefügt und über dem ganzen Gebäude ein 2. Stock und später auch ein 3. Stock aufgebaut. Im Jahre 1974 wurde im östlichen Hof eine Arbeitshalle errichtet und bereits 1978 erweitert. Die seit dem Jahre 1974 durchgeführten umfassenden Sanierungsarbeiten an der alten Bausubstanz wurden im Jahr 1991 abgeschlossen. Der monumentale spätklassizistische Bau ist ein Baudenkmal mit der BLfD-Aktennummer D-1-89-155-39. Seit längerem wird über einen Neubau an anderer Stelle nachgedacht.

## Organisation
Die Justizvollzugsanstalt Traunstein ist heute als Anstalt für den Vollzug von Untersuchungshaft und Strafhaft für Gefangene aus den Amtsgerichtsbezirken Traunstein und Rosenheim konzipiert. Sie kann mit maximal 143 Gefangenen (insgesamt 43 Einzelhafträume und 22 Gemeinschaftshafträume für 128 männliche und 15 weibliche Gefangene) belegt werden.